# T. J. Dillashaw

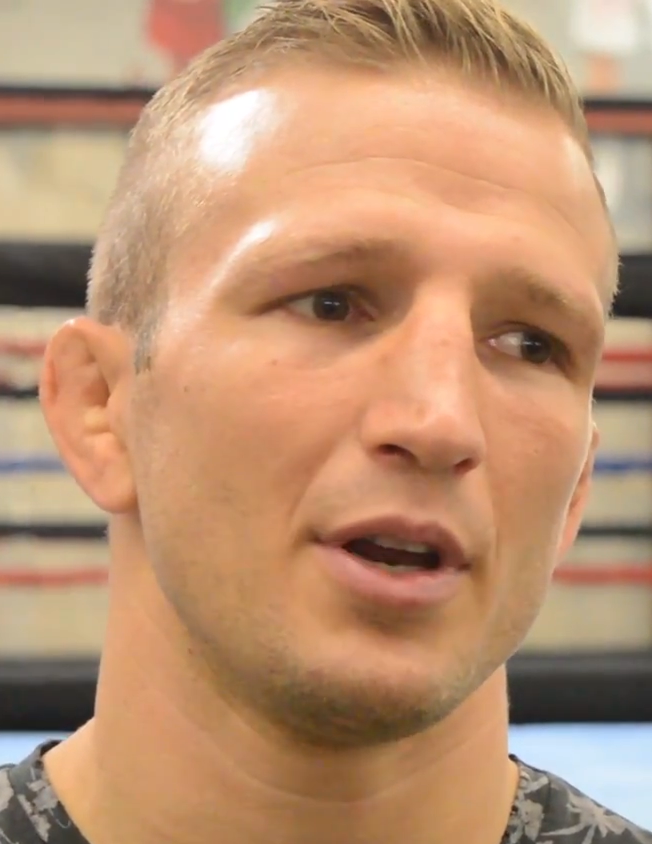
T. J. Dillashaw, 2017

Tyler Jeffrey „T. J.“ Dillashaw (* 7. Februar 1986 in Sonora, Kalifornien) ist ein US-amerikanischer Mixed-Martial-Arts-Kämpfer in der Ultimate Fighting Championship (UFC). Dillashaw, dessen Spitzname "The Viper" lautet, war bis Januar 2016 Champion der UFC im Bantamgewicht der Männer.

## Leben und frühe Karriere
Dillashaw wurde als Sohn von Hal und Janice Dillashaw in Sonora geboren. Aufgewachsen ist er in Angels Camp, einem kleinen Ort mit etwa 4.000 Einwohnern. Dort besuchte er auch die High School und trat dort bereits frühzeitig dem Ringerteam bei. Während seiner gesamten Schulzeit war Dillashaw ein ausgezeichneter Ringer, was ihm die Aufnahme an der California State University in Fullerton (CSUF) ermöglichte. Dort trat der 1,68 m große Dillashaw in Wettkämpfen für das Universitätsteam, die Titans, an.

## Mixed Martial Arts
Nach seinem Abschluss an der California State University trug sich Dillashaw mit dem Gedanken, MMA-Kämpfer zu werden und dort eine Karriere zu beginnen. Auf Einladung von Urijah Faber, Federgewichts-Champion der WEC, schloss sich Dillashaw dem Team Alpha Male an. Nach bereits zwei Kämpfen wechselte Dillashaw von den Amateuren zu den Profis.
Am 26. März 2010 gab er sein Debüt gegen den damals ebenfalls noch unbekannten Czar Sklavos. Aufgrund seiner überragenden Ringertechniken gelang es Dillashaw, den Kampf nach Punkten zu gewinnen.

### Ultimate Fighting Championship
Sein offizielles Debüt in der UFC bestritt Dillashaw am 3. Dezember 2011 in Las Vegas, Nevada beim Finale von The Ultimate Fighter 14. Diesen Kampf verlor "The Viper" durch technischen K.O. gegen John Dodson bereits in der ersten Runde. Im zweiten Kampf gegen Walel Watson konnte Dillashaw hingegen von Anfang an dominieren und gewann auch hier durch seine ringerischen Fähigkeiten nach Punkteentscheid. Bis zu seinem letzten Kampf zählte Dillashaw eher als durchschnittlicher Kämpfer ohne besondere Fähigkeiten. Dies änderte sich allerdings mit seinem Kampf am 24. Mai 2014 bei der UFC 173 auf beeindruckende Art und Weise. Eigentlich hätte Dillashaw gegen den Japaner Takeya Mizugaki kämpfen sollen, wurde aber kurzfristig zum Herausforderer des Bantamgewichtschampions Renan Barão. Dies führte zu einer der größten Überraschungen in der Geschichte der UFC. Dillashaw dominierte den amtierenden Champion nach Belieben und gewann durch technischen K.O in der fünften Runde. Noch im August 2014 sollte es zu einem Rückkampf zwischen Dillashaw und Barão kommen. Der Brasilianer fiel jedoch verletzungsbedingt aus und wurde durch den Underdog Joe Soto ersetzt, den Dillashaw in der fünften Runde ausknockte. Im Juli 2015 kam es zum Rückkampf mit Barão, den Dillashaw abermals dank einer beeindruckenden Leistung durch T.K.O. gewann. Im Januar 2016 verlor er jedoch seinen Bantamgewichtstitel durch eine Niederlage nach Punkten gegen Dominick Cruz.
Bei UFC 217, am 4. November 2017, gewann Dillashaw den Kampf um den Bantamgewichtstitel gegen Cody Garbrandt durch technischen K.O. in der zweiten Runde. Dies führte dazu, dass Dillashaw den Bantamgewichtstitel wiedererhielt, zusätzlich erhielt er den fünften "Performance of the Night"-Bonus seiner UFC-Karriere.
Beim Rückkampf gegen Cody Garbrandt bei UFC 227, am 4. August 2018, gewann er den Kampf in der ersten Runde durch technischen K.O., dies brachte ihm den "Performance of the Night"-Bonus ein.
2019 wurde Dillashaw positiv auf Epo getestet und wegen Dopings für zwei Jahre gesperrt.